# Course en ligne féminine des juniors aux championnats du monde de cyclisme sur route 2013
Navigation
Fauquemont 2012 Ponferrada 2014
La course en ligne féminine des juniors aux championnats du monde de cyclisme sur route 2013 a lieu le 27 septembre 2013 dans la région de la Toscane, en Italie.
Le parcours de la course est tracé sur 82,85 km autour de Florence où l'arrivée est jugée sur le Nelson Mandela Forum.

## Système de sélection
L'épreuve est réservée aux coureuses nées en 1995 et 1996. Toutes les fédérations nationales peuvent engager 4 coureuses au départ de la course.
En plus de cela, les championnes continentales suivantes peuvent être inscrites en plus du nombre de partantes que les fédérations nationales de ces championnes peuvent entrer dans le cadre du règlement de qualification ci-dessus :
| Titre                    | Nom                      |
| ------------------------ | ------------------------ |
| Championne des Amériques | Brenda Santoyo (Mexique) |
| Championne d'Asie        | Yao Pang (Hong Kong)     |
| Championne d'Europe      | Greta Richioud (France)  |
| Championne d'Océanie     | Josie Talbot (Australie) |

## Récit de la course
Dans le 2e tour de circuit, Anna Knauer (Allemagne), Olena Demydova (Ukraine) et Anastasiia Iakovenko (Russie) s'échappent, puis Jessenia Meneses (Colombie) et Amalie Dideriksen (Danemark) rejoignent le trio. Le groupe possède un avantage maximal de 2 minutes 22 secondes sur un peloton morcelé, durant le 3e tour.
Knauer, lâchée dans les ascensions et revenue dans les descentes, lâche définitivement lors du dernier tour, que les échappées aborde avec 1 minute 10 secondes sur le peloton, composé de 21 éléments. Meneses crève dans le dernier tour, laissant ainsi s'échapper la victoire. Diderkisen s'impose au sprint, devant Iakovenko et Demydova. Meneses est 4e à 18 secondes, Milda Jankauskaite (Lituanie) règle le peloton, à 34 secondes,,.

## Classement
|                           | Coureur                      | Pays             |    | Temps           |
| ------------------------- | ---------------------------- | ---------------- | -- | --------------- |
| Médaille d'or, monde      | Amalie Dideriksen            | Danemark         | en | 2 h 32 min 23 s |
| Médaille d'argent, monde  | Anastasiia Iakovenko         | Russie           | +  | 0 s             |
| Médaille de bronze, monde | Olena Demydova               | Ukraine          |    | 3 s             |
| 4                         | Jessenia Meneses             | Colombie         |    | 18 s            |
| 5                         | Milda Jankauskaitė           | Lituanie         |    | 34 s            |
| 6                         | Tereza Medvedová             | Slovaquie        |    | 34 s            |
| 7                         | Séverine Eraud               | France           |    | 34 s            |
| 8                         | Alexandra Manly              | Australie        |    | 34 s            |
| 9                         | Kelly Catlin                 | États-Unis       |    | 34 s            |
| 10                        | Jeanne Korevaar              | Pays-Bas         |    | 34 s            |
| 11                        | Lisa Klein                   | Allemagne        |    | 34 s            |
| 12                        | Ksenia Tuhai                 | Biélorussie      |    | 34 s            |
| 13                        | Floortje Mackaij             | Pays-Bas         |    | 34 s            |
| 14                        | Valentina Nesterova          | Russie           |    | 34 s            |
| 15                        | Corine van der Zijden        | Pays-Bas         |    | 34 s            |
| 16                        | Cecilie Uttrup Ludwig        | Danemark         |    | 34 s            |
| 17                        | Demi de Jong                 | Pays-Bas         |    | 34 s            |
| 18                        | Svetlana Vasilieva           | Russie           |    | 34 s            |
| 19                        | Anežka Drahotová             | Tchéquie         |    | 34 s            |
| 20                        | Bethany Hayward              | Royaume-Uni      |    | 34 s            |
| 21                        | Heidi Dalton                 | Afrique du Sud   |    | 34 s            |
| 22                        | Greta Richioud               | France           |    | 34 s            |
| 23                        | Ilaria Bonomi                | Italie           |    | 39 s            |
| 24                        | Angela Maffeis               | Italie           |    | 1 min 44 s      |
| 25                        | Anna Christian               | Royaume-Uni      |    | 1 min 59 s      |
| 26                        | Tatjana Paller               | Allemagne        |    | 2 min 50 s      |
| 27                        | Bogumila Dziuba              | Pologne          |    | 2 min 50 s      |
| 28                        | Nicole Dal Santo             | Italie           |    | 2 min 53 s      |
| 29                        | Lotte Kopecky                | Belgique         |    | 3 min 1 s       |
| 30                        | Alicia Gonzalez Blanco       | Espagne          |    | 3 min 6 s       |
| 31                        | Jelena Erić                  | Serbie           |    | 3 min 6 s       |
| 32                        | Lierni Lekuona Etxebeste     | Espagne          |    | 3 min 6 s       |
| 33                        | Zavinta Titenyte             | Lituanie         |    | 3 min 6 s       |
| 34                        | Kelly Van den Steen          | Belgique         |    | 3 min 9 s       |
| 35                        | Demmy Druyts                 | Belgique         |    | 3 min 46 s      |
| 36                        | Kiyoka Sakaguchi             | Japon            |    | 3 min 48 s      |
| 37                        | Jessica Parra Rojas          | Colombie         |    | 4 min 3 s       |
| 38                        | Marine Lemarié               | France           |    | 5 min 0 s       |
| 39                        | Brenda Santoyo               | Mexique          |    | 5 min 0 s       |
| 40                        | Arianna Fidanza              | Italie           |    | 5 min 5 s       |
| 41                        | Lina Maria Duenas Lopez      | Colombie         |    | 6 min 40 s      |
| 42                        | Julia Karlsson               | Suède            |    | 6 min 54 s      |
| 43                        | Laura Perry                  | France           |    | 6 min 54 s      |
| 44                        | Polina Yurieva               | Ukraine          |    | 6 min 54 s      |
| 45                        | Razan Soboh                  | Jordanie         |    | 7 min 2 s       |
| 46                        | Anna Knauer                  | Allemagne        |    | 7 min 30 s      |
| 47                        | Hannah Swan                  | États-Unis       |    | 8 min 54 s      |
| 48                        | Jurgita Kubiliunaite         | Lituanie         |    | 10 min 7 s      |
| 49                        | Tessa Pinckston              | Canada           |    | 10 min 39 s     |
| 50                        | Katsiaryna Piatrouskaya      | Biélorussie      |    | 10 min 39 s     |
| 51                        | Kinley Gibson                | Canada           |    | 10 min 44 s     |
| 52                        | Emily McRedmond              | Australie        |    | 11 min 49 s     |
| 53                        | Agata Drozdek                | Pologne          |    | 11 min 54 s     |
| 54                        | Rasa Pocytė                  | Lituanie         |    | 12 min 36 s     |
| 55                        | Yao Pang                     | Hong Kong        |    | 13 min 30 s     |
| 56                        | Luisa Kattinger              | Allemagne        |    | 13 min 30 s     |
| 57                        | Dafné Théroux-Izquierdo      | Canada           |    | 13 min 32 s     |
| 58                        | Kärolin Varblane             | Estonie          |    | 13 min 32 s     |
| 59                        | Solène Vinsot                | France           |    | 13 min 32 s     |
| 60                        | Frida Mendoza                | Mexique          |    | 13 min 37 s     |
| -                         | Astrid Gassner               | Autriche         |    | abandon         |
| -                         | Elisabeth Riegler            | Autriche         |    | abandon         |
| -                         | Nikol Plosaj                 | Pologne          |    | abandon         |
| -                         | Kristina Savelyeva           | Russie           |    | abandon         |
| -                         | Alexandria Nicholls          | Australie        |    | abandon         |
| -                         | Kaat Van Der Meulen          | Belgique         |    | abandon         |
| -                         | Karen Fernanda Sierra Mendez | Mexique          |    | abandon         |
| -                         | Jaruwan Somrat               | Thaïlande        |    | abandon         |
| -                         | Maddi Campbell               | Nouvelle-Zélande |    | abandon         |
| -                         | Devon Hiley                  | Nouvelle-Zélande |    | abandon         |
| -                         | Maria San Jose Tejerina      | Espagne          |    | abandon         |
| -                         | Natalia Nowotarska           | Pologne          |    | abandon         |
| -                         | Alba Teruel                  | Espagne          |    | abandon         |
| -                         | Madeline Marshall            | Australie        |    | abandon         |
| -                         | Brenda Villareal Garza       | Mexique          |    | abandon         |
| -                         | Kajsa Persson                | Suède            |    | abandon         |
| -                         | Marie-Ève Poisson            | Canada           |    | abandon         |
| -                         | Sara Youmans                 | États-Unis       |    | abandon         |
| -                         | Linda Jacobsson              | Suède            |    | abandon         |
| -                         | Kathrin Schweinberger        | Autriche         |    | abandon         |
| -                         | Natasha Jaworski             | Argentine        |    | abandon         |